# Alexander Iwanowitsch Medwedkin
Alexander Iwanowitsch Medwedkin (russisch Александр Иванович Медведкин, wiss. Transliteration Aleksandr Ivanovič Medvedkin; * 24. Februarjul. / 8. März 1900greg. in Pensa, Russisches Kaiserreich; † 19. Februar 1989 in Moskau) war ein Filmregisseur der russischen Avantgarde.

## Leben und Werk
Alexander Medwedkin besuchte zunächst eine Ingenieursschule, als er 1919 als Freiwilliger in eine Reiterstaffel eintrat, wo er am Bürgerkrieg in der Sowjetunion mitwirkte. 1920 wurde er Mitglied der Kommunistischen Partei und beschäftigte sich nach Beendigung des Krieges in einem Laientheater, wo er vorwiegend in satirischen Stücken spielte. 1927 begann er mit der Filmarbeit im Studio Goswojenkino, dem Staatlichen Armeefilmstudio und inszenierte zunächst militärische Lehrfilme, assistierte aber auch Regisseuren wie Nikolai Ochlopkow. Neben Regiearbeiten an satirischen Kurzfilmen, versuchte er seine Stummfilme politisch zu motivieren, um eine unmittelbare operative Wirkung zu erzielen.
Er zählt heute zu den Stummfilmpionieren, der während der 1930er Jahre in der damaligen Sowjetunion als politisch engagierter Filmautor hervortrat. Medwedkin konzipierte nach einem Beschluss des Zentralkomitees der Kommunistischen Partei der Sowjetunion 1932 den Filmzug – ein ungewöhnliches filmisches Projekt, mit dem Medwedkin die Motivation von Arbeitern und Bauern für den Aufbau des Sozialismus steigern wollte. Der Filmzug rollte mit rund 30 Mitarbeiterinnen und Mitarbeitern, der fürs Filmen notwendigen Ausstattung, einem Schnittplatz und einem vollständigen Entwicklungslabor durch die Sowjetunion. Medwedkins Team dokumentierte am Tage die Menschen bei der Arbeit sowie in der Produktion und führte ihnen den dabei entstandenen Film am Abend zur Diskussion vor; Anlass für die kritische Reflexion von Interaktion, Kommunikation und Produktions- bzw. Arbeitsweisen – aber auch für Anklagen gegen Bürokratie, Sabotage und Nachlässigkeit. Der Filmzug, der von 1932 bis 1935 unterwegs war, kehrte oft nach Monaten an alte Drehorte zurück, um Veränderungen zu dokumentieren.
Von diesem Filmmaterial ist nur wenig erhalten. In diesem Zusammenhang entstandene und überlieferte Kurzfilme rekonstruierte Nikolaj Iswolow. Der 1935 entstandene Revolutionsfilm Das Glück ist ebenfalls noch erhalten.
1967 trat Medwedkin nach über 30 Jahren des Filmschaffens während der Leipziger Dokumentar- und Kurzfilmwoche in den Focus der Öffentlichkeit. Sein Film Der Schatten des Gefreiten wurde auf diesem Festival mit einem Sonderpreis geehrt und er kam in Kontakt mit dem französischen Dokumentarfilmer Chris Marker, der von seiner Arbeit inspiriert wurde und ihm später einen Dokumentarfilm widmete. Alexander Schwarz schreibt über "Chris Markers Zufallsentdeckung von Medvedkins Film Sčast‘e / Das Glück (1935, Sowjetunion) in der Cinémathèque in Brüssel um 1967: 'a hidden hand [from Moscow] had thrown this film into the seas of cinémathèques, hoping for a welcoming creek' (328, Text Nr. 29: Marker, The Last Bolshevik. Reminiscences of Alexander Ivanovich)" und "die unverhoffte persönliche Begegnung Markers mit Medvedkin beim Leipziger Dokumentarfilmfestival 1967, die zu einer lebenslangen Freundschaft und Zusammenarbeit bis zu Medvedkins Tod 1989 führte." Während der 1960er und 1970er Jahre wurde das Medwedkinsche Konzept der filmischen Dokumentation von Lebens- und Arbeitsbedingungen der Arbeiterklasse aufgegriffen. Französische Arbeitergruppen und Cineasten bildeten mehrere „Medwedkin-Gruppen“.

## Werke (Auswahl)
- Wie geht es dir, Genosse Bergarbeiter?
- Es gibt keine Kulturarbeit!
- Was tut Ihr, liebe Genossen?
- 1935: Das Glück
- 1938: Das neue Moskau